# 泉州公交502路
泉州公交502路是中华人民共和国泉州市境内的一条公共交通线路，原名302路，全程10公里。起讫点为美泰路南段至市中医院，运营时间为双向7:00-18:30。

## 历史
- 2013年1月23日，泉州公交发展有限公司（公交集团前身）上报泉州市物价委关于开通302路的申请[2]
- 2013年2月2日，泉州公交开通302路[3]。初期运行区间为美泰路始末站-泉州开发区管委会，初期运营长度7.1公里。运营时间为7:00-19:00，票价¥1.0/人，使用车型为5部西虎QAC6700Y3-8型柴油空调客车。[4][5]但由于302路初期在线路走向设计上的不合理，造成302路初期每日运营时的空驶情况严重。[6]
- 2013年11月1日，302路运营区间调整为锦洲瑞苑-美泰路南段始末站。运营时间调整为7:00-19:00。票价、使用车型不变[7]
- 2015年4月1日，应泉州市交通委关于《优化泉州市中心市区公交线网规划》的要求，泉州公交将302路更名为502路[8]
- 2015年11月17日，泉州市交通委批复泉州公交关于变更502路线路的申请。[9]
- 2015年12月1日，因优化调整，502路自该日起取消停靠锦洲瑞苑。并改为途径望江路、兴霞路、兴贤路、笋江路延伸至市中医院始发终到，运营时间调整为双向7:00-18:30，其它不变。[10][11]。
- 2018年4月1日，因开发区公司建制撤销，502路改为隶属一分公司（现更名为江南公司）。
- 2019年1月7日，502路全线更换为自203路退下的5部金旅XML6775J15CN，并退下5部西虎QAC6700Y3-8，配车数不变。
- 2020年1月29日，受新型冠状病毒肺炎防控要求影响。502路自当日0:00起暂停运行至2月16日。[12][13]
- 2020年2月17日，502路自该日起恢复运营。[14]
- 2022年3月16日，因疫情防控要求暂停中心市区范围内所有公交线路运营。502路自当日首班起暂停运营至4月17日。[15]
- 2022年4月18日，502路恢复运营。[16]
- 2022年5月10日，502路全线更换为自K204路退下的4部大金龙XMQ6802AGBEVL2型空调电动巴士，原配5部XML6775J15CN退役。
- 2022年10月26日，受兴霞路部分路段封闭施工影响，502路临时取消途径兴霞路、望江路、池峰路。改为途径南迎宾大道展览城段至清濛站后原线行驶，其它不变。[17]
- 2022年11月8日，502路恢复途径兴霞路、望江路、池峰路，取消途径南迎宾大道展览城段
- 2023年8月17日，因南迎宾大道清濛段辅道施工，自该日起502路往市中医院方向临时取消途径诺林商城、清濛，改为途径南迎宾大道至南迎宾崇宏街口调头，再途经清濛高架桥至金浦供水公司站后原线行驶，其它不变。[18]
- 2023年9月17日，502路往市中医院方向恢复途径诺林商城、清濛，取消途径清濛高架桥。

## 站点
| 路线 | 路线 | 路线 | 所在地区、街道 | 所在地区、街道 | 站点名           | 备注                                          |
| ---- | ---- | ---- | -------------- | -------------- | ---------------- | --------------------------------------------- |
|      |      |      | 开发区         | 美泰路         | 美泰路南段始末站 | 起讫站                                        |
|      |      |      | 开发区         | 德泰路         | 三兴集团         |                                               |
|      |      |      | 开发区         | 德泰路         | 锦信             |                                               |
|      |      |      | 开发区         | 德泰路         | 崇惠街口         | 原名 清濛长途车站                             |
|      |      |      | 开发区         | 德泰路         | 仙公山公园       |                                               |
|      |      |      | 开发区         | 德泰路         | 清濛科技园       |                                               |
|      |      |      | 开发区         | 南迎宾大道     | 诺林商城         |                                               |
|      |      |      | 开发区         | 南迎宾大道     | 清濛             |                                               |
|      |      |      | 开发区         | 南迎宾大道     | 金浦供水公司     | ↑ 原名 万祥医院                               |
|      |      |      | 晋江市         | 望江路         | 望江路           |                                               |
|      |      |      | 晋江市         | 兴霞路         | 兴霞路           |                                               |
|      |      |      | 鲤城区         | 兴贤路         | 浦口             |                                               |
|      |      |      | 鲤城区         | 兴贤路         | 上埕路口         |                                               |
|      |      |      | 鲤城区         | 兴贤路         | 泉州建材市场     |                                               |
|      |      |      | 鲤城区         | 兴贤路         | 王宫             |                                               |
|      |      |      | 鲤城区         | 兴贤路         | 锦工中路口       | 原名 联泰第一城                               |
|      |      |      | 鲤城区         | 兴贤路         | 霞洲             |                                               |
|      |      |      | 鲤城区         | 兴贤路         | 浮桥             |                                               |
|      |      |      | 鲤城区         | 笋江路         | 笋江路东段       |                                               |
|      |      |      | 鲤城区         | 笋江路         | 笋江路中段       |                                               |
|      |      |      | 鲤城区         | 笋江路         | 市中医院         | 起讫站 本站位于医院内部，与同名首末站间隔较远 |

## 票价
502路计价方式为一票制，票价¥1.0。
- 泉通卡普通卡9折，月票卡优惠无效，敬老卡、爱心卡有效
- 可使用泉城通APP及支付宝、云闪付、微信乘车码支付

## 配车
502路配车数总计4部，其中：
- 大金龙XMQ6802AGBEVL2  4部

- 西虎QAC6700Y3-8
（2013.2 - 2019.1）
- 金旅XML6775J15CN
（2019.1 - 2022.5）
- 大金龙XMQ6802AGBEVL2
（2022.5 - ）

## 相关
- 泉州公交线路列表